# Ascain
Ascain är en kommun i departementet Pyrénées-Atlantiques i regionen Nouvelle-Aquitaine i sydvästra Frankrike. Kommunen ligger i kantonen Saint-Jean-de-Luz som tillhör arrondissementet Bayonne. År 2022 hade Ascain 4 561 invånare.

## Befolkningsutveckling
Antalet invånare i kommunen Ascain
| Referens: INSEE |